# Chiquintad
Chiquintad ist ein Vorort der Provinzhauptstadt Cuenca sowie eine Parroquia rural („ländliches Kirchspiel“) im Kanton Cuenca der ecuadorianischen Provinz Azuay. Die Parroquia besitzt eine Fläche von 93,58 km². Die Einwohnerzahl betrug im Jahr 2010 4826. Die Parroquia wurde am 27. April 1878 gegründet.

## Lage
Die Parroquia Chiquintad liegt am Nordrand einer Beckenlandschaft in den Anden im Norden des Ballungsraumes von Cuenca. Das Areal wird im Norden und im Osten von den Flüssen Río Chulco und Río Machángara sowie im Südwesten vom Río Culebrillas begrenzt.  Im Norden reicht das Verwaltungsgebiet bis zu der Talsperren El Labrado. Der 2790 m hoch gelegene Ort Chiquintad befindet sich 9 km nördlich vom Stadtzentrum von Cuenca.
Die Parroquia Chiquintad grenzt im Nordwesten und im Norden an die Provinz Cañar mit den Parroquias San Antonio (Kanton Cañar), Gualleturo (ebenfalls im Kanton Cañar) und Nazón (Kanton Biblián), im Nordosten und im Osten an die Parroquia Checa, im Südosten an die Parroquia Sidcay und an die beiden Parroquias urbanas Machángara und Hermano Miguel sowie im Südwesten an die Parroquias Sinincay und Sayausí.